# IMIDRO
IMIDRO — иранская организация по разработке и модернизации шахт. Занимается добычей руды и производством стали, алюминия, меди, а также цемента и других минеральных ресурсов. Крупнейшая горнодобывающая и металлургическая организация Ирана.

## История
IMIDRO была основана в 2001 году как холдинговая компания для различных добывающих и металлургических предприятий Ирана. В 2005 году было создано совместное предприятие с индийской группой Tata Steel по добыче руды и строительству сталелитейного комбината.

## Деятельность
Объём производства стали на сталелитейных комбинатах компании в 2020 году составил 18,9 млн тонн (18-е место в мире).

## Дочерние компании
IMIDRO на 2018 год контролировала 34 компании:
- Mobarakeh Steel Company[англ.] — крупнейшая сталелитейная компания на Ближнем Востоке, работает с 1993 года, акции котируются на Тегеранской фондовой бирже; 17,26 %[5]
- National Iranian Copper Industries Company[англ.] — добыча медной руды (шахта Сунгун) и производство меди, основана в 1972 году; 12,05 %[6]
- National Iranian Steel Co. — контролирует большинство сталелитейных предприятий Ирана, а также 45 % кувейтской United Steel Industrial Company; 100 %[7]
- Iranian Minerals Production and Supply Co. (IMPASCO) — добыча полезных ископаемых, основана в 1986 году; 100 %[2][8]
- Ehdas Sanat Co. — производство цемента, основана в 1986 году; 100 %
- Persian Gulf Mining & Industries Special Economic Zone — основанная в 1998 году промышленная зона по производству стали, алюминия и нефтепродуктов; 100 %[9]
- Mining Investment Insurance Corporation — страхование инвестиций в горнодобыващей отрасли; 100 %
- Azerbaijan Steel Co. — сталелитейный завод в Азербайджане; 100 %
- Shahre Babak Copper Co. — производство меди; 100 %
- West Alborz Coal Co. — добыча угля на севере Ирана; 100 %
- Industrial & Commercial Services Co. (ICS) — 100 %
- Iran Alumina Co. — добыча бокситов и производство оксида алюминия, основана в 2003 году; 100 %[10]
- East Iran Iron Ore Co. — добыча железной руды; 100 %
- ASCOTEC Holding GmbH — основана в 1990 году в Дюссельдорфе для импорта оборудования в Иран; 100 %[11]
- Lamerd Parsian Mineral & Industrial Talashgaran Co. — 100 %
- Iran Mineral Processing Research Center — созданный в 1995 году научно-исследовательский центр; 100 %
- Talaye Zarshouran Mines & mining Industries Development Co. — 100 %
- Parsian Energy Intensive Industrial Special Economic Zone — основанная в 2006 году промышленная зона по производству стали, алюминия, нефтепродуктов и электроэнергии; 100 %[12]
- Iran Roll Commercial Services Development Co. — 96,5 %
- South Aluminum Co. (SALCO) — производство алюминия; 49 %[13]
- Societe des Bauxite de Dabola-Tougue (SBDT) — добыча бокситов в Гвинее с 1992 года; 49 %[14]
- Foolad Sanat Qgaenat Co. — 49 %
- Kurdistan Mines & Mining Industries Co. — 40 %
- Opal Parsian Sangan Industrial and Mineral Co. — производство стройматериалов, основана в 2015 году; 40 %
- Shadegan Steel Industry Co. — производство стали (комбинат на стадии строительства); 35 %
- Neyriz Ghadir Steel Co. — производство стали; 35 %
- Sefid Dasht Steel Complex — сталелитейный комбинат производительностью 800 тыс. тонн в год, работает с 2016 года; 35 %[15]
- Novin Electrode Ardakan Co. — производство графитовых электродов для дуговых печей; 34 %[16]
- Yongoul Beton Yaghout Khakhal Co. — 30 %
- Ehya Steel Foolad Baft Co. — производство стальной проволоки и арматуры; 20 %
- Gohar Farzanegan Kharame Industrial & Mining Co. — производство железорудных окатышей, основана в 2017 году; 17 %
- Pars Foolad Sabzevar Co. — 15 %
- Makran Steel Company in Chabahar Free Zone — 8,51 %